# Térez Montcalm
Pour les articles homonymes, voir Montcalm.
Thérèse Montcalm, dite Térez Montcalm, est une chanteuse, auteur et compositrice québécoise, née en 1963. Elle compose et s'accompagne à la guitare et à la contrebasse.

## Biographie

### Jeunesse
Térez Montcalm se met à chanter à l'âge de 7 ans, après avoir vu le film Un enfant comme les autres de Denis Héroux, mettant en scène l'enfant star René Simard. Elle s'inscrit à des concours de chant, puis apprend la guitare. Elle écoute alors Jimi Hendrix ou Johnny Winter sous l'influence de ses frères, mais également de la chanson française et du jazz. À 12 ans, elle achète un album de Billie Holiday, puis découvre Elvis Presley, un de ses interprètes préférés.

### Carrière
Après des années de galère, à la fin des années 1980, Térez Montcalm collabore au Théâtre Popico's, et assure les premières parties de Robert Charlebois, des Cowboy Junkies ou de Patrick Bruel. Au début des années 1990, elle compose et interprète la trame du Café des aveugles, un spectacle de la Compagnie Carbone 14.
Son premier album, Risque, parait en 1994 chez BMG. Réalisé par Peter J. Moore (Holly Cole et Cowboy Junkies), reçoit cinq nominations au gala de l'Adisq. Son second album Parle pas si fort paraît en 1997 chez Universal.
En 2000, elle reçoit une bourse du Conseil des Arts du Québec, qui lui permet de prendre un peu recul, de se consacrer à l'écriture, de perfectionner son chant et d'apprendre la contrebasse. En 2001, elle participe à un spectacle de Bob Walsh avec l'Orchestre symphonique de Québec. 
En 2006, paraît son album Voodoo, réalisé par le jazzman Michel Cusson. Entièrement chanté en anglais, on y trouve des adaptations d'Elton John, d'Eurythmics ou de Jimi Hendrix. L'album se vend à 60 000 exemplaires en France. Connection, paru en 2009 et également réalisé par Michel Cusson, figure en 2e place des ventes en France, entre les chanteuses Melody Gardot et Diana Krall, et est également la meilleure vente jazz à la Fnac.
En 2009, elle chante Mon Lonesome Cowboy et High Noon ou Si toi aussi tu m'abandonnes sur la bande originale du film Lucky Luke de James Huth.
L'album Here's To You, paru en 2011, est un hommage à la chanteuse Shirley Horn. I Know I'll Be Alright paraît en 2013 avec un répertoire tourné vers la soul, le funk et la chanson française, comprenant David Bowie, Stevie Wonder, Simply Red, Michael Jackson ou Gilbert Bécaud. Montcalm est accompagnée du pianiste Pierre de Bethmann, du bassiste Christophe Wallemme, du guitariste Jean-Sébastien Williams, de la saxophoniste Géraldine Laurent et du batteur Fabrice Moreau.
En 2015, paraît Quand on s’aime, un album entièrement chanté en français, et principalement composé de classiques de la chanson française : Les Feuilles mortes (Jacques Prévert et Joseph Kosma, qu'elle associe au All Blues de Miles Davis), La Belle Vie (Jean Broussolle et Sacha Distel), Que reste-t-il de nos amours ? (Charles Trenet), ainsi que d'autres chansons de Michel Legrand, Charles Aznavour, Serge Gainsbourg...). Elle a composé une musique pour Chagrin d’amour, un texte inédit de Claude Nougaro, dont elle chante également Docteur. Y figurent également quelques chansons d'artistes anglophones traduites par Montcalm. L'album est réalisé par le pianiste américain Gil Goldstein, et elle est accompagnée par Jean-Marie Ecay (guitare), Géraldine Laurent (alto), Christophe Wallemme (contrebasse) et Pierre-Alain Tocanier (batterie et percussions).

## Distinction
Térez Montcalm a obtenu le prix Québec Wallonie-Bruxelles en 1995.